# Інгулецький лиман (заказник)
Інгуле́цький лима́н — ботанічний заказник місцевого значення в Україні. Один з об'єктів природно-заповідного фонду Херсонської області. 
Розташований між селами Микільське та Садове Білозерського району. 
Площа 50 га. Статус присвоєно згідно з рішенням облвиконкому від 19.08.1983 року № 441/16. Перебуває у віданні ДП «Херсонське ЛМГ» (Токарівське лісництво, кв. 22, вид. 8). 
Заказник «Інгулецький лиман» являє собою смугу вздовж акваторії Інгулецького лиману (річка Інгулець). Природоохоронний статус присвоєно для збереження рослинності, яка включена до Зеленої книги України: водяний горіх (зарості якого збереглися на околиці села Микільське), сальвінія плаваюча, латаття біле, глечики жовті і плавун щитолистий.